# Placówka Straży Celnej „Białuty”

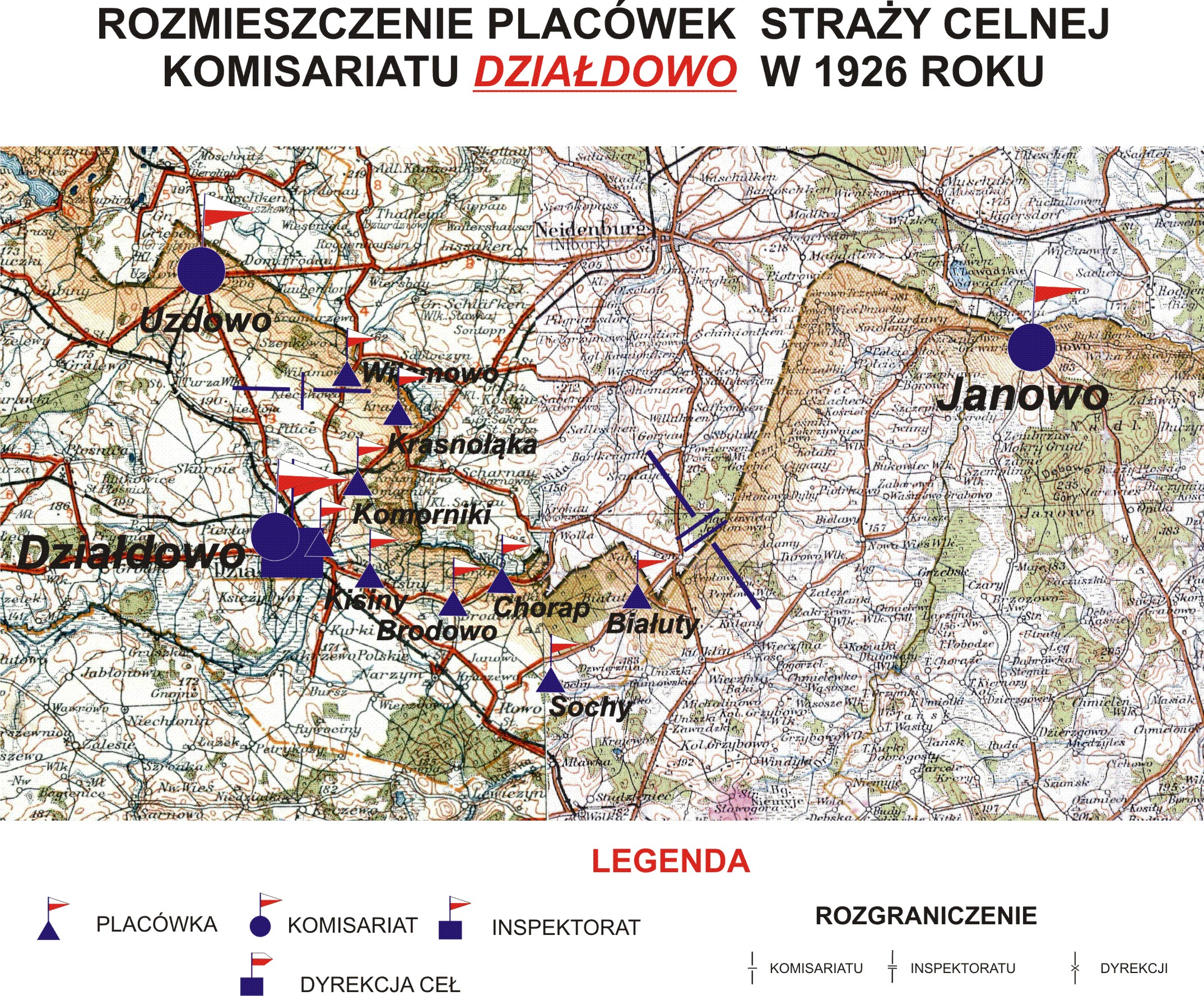
Rozmieszczenie placówek SC komisariatu "Działdowo" w 1926 roku

Placówka Straży Celnej „Białuty” – jednostka organizacyjna Straży Celnej pełniąca w okresie międzywojennym służbę ochronną na granicy polsko-niemieckiej.

## Geneza
Po zakończeniu wojny polsko-bolszewickiej rozwiązano formację Strzelców Granicznych. Ich rolę na granicy zachodniej i południowej przejęły Bataliony Wartownicze. Z dniem 1 kwietnia 1921 Bataliony Wartownicze przeorganizowano na Bataliony Celne. W 1921 roku w Działdowie stacjonował sztab 3 kompanii 13 batalionu celnego. Kompania wystawiała między innymi placówkę w Białutach.

## Formowanie i zmiany organizacyjne
Na wniosek Ministerstwa Skarbu, uchwałą z 10 marca 1920 roku, powołano do życia Straż Celną. Jednostki Straży Celnej rozpoczęły przejmowanie odcinków granicy od pododdziałów Batalionów Celnych. Proces tworzenia Straży Celnej trwał do końca 1922 roku. Placówka Straży Celnej „Białuty” weszła w podporządkowanie komisariatu Straży Celnej „Działdowo” z Inspektoratu SC „Działdowo”.
W drugiej połowie 1927 roku przystąpiono do gruntownej reorganizacji Straży Celnej. W praktyce skutkowało to rozwiązaniem tej formacji granicznej. Ochronę północnej, zachodniej i południowej granicy państwa przejęła powołana z dniem 2 kwietnia 1928 roku Straż Graniczna.
Rozkazem nr 1 z 12 marca 1928 roku w sprawach organizacji Mazowieckiego Inspektoratu Okręgowego Naczelny Inspektor Straży Celnej gen. bryg. Stefan Pasławski określił strukturę organizacyjną komisariatu SG „Działdowo”, a rozkazem nr 9 z 18 października 1929 roku w sprawie reorganizacji Mazowieckiego Inspektoratu Okręgowego komendant Straży Granicznej płk Jan Jur-Gorzechowski utworzył placówkę Straży Granicznej I linii „Białuty”.

## Służba graniczna
Sąsiednie placówki
- placówka Straży Celnej „Mława” ⇔ placówka Straży Celnej „Sochy” − 1926[13][14]

## Funkcjonariusze placówki
Kierownicy placówki
| stopień    | imię i nazwisko, numer            | okres pełnienia służby | kolejne stanowisko |
| ---------- | --------------------------------- | ---------------------- | ------------------ |
| przodownik | przodownik Piotr Grabiński (2310) | był w 1926             |                    |

Obsada personalna placówki w 1926:
- przodownik Piotr Grabiński (2310)
- strażnik Leon Abryszyński (2320)
- strażnik Jan Szczepaniak (3064)
- strażnik Stanisław Niewolak (3007)
- strażnik Stanisław Frąckowiak (1635)
- strażnik Józef Magalski (3185)
- strażnik Roman Liszyński (2474)
- strażnik Czesław Harasiewicz (2417)
- strażnik Julian Ładzik (3333)
- strażnik Ignacy Manikowski (103)
- strażnik Stanisław Kamiński (515)